# Santa Maria del Palau de Cornellà de Conflent
Santa Maria del Palau de Cornellà de Conflent és l'antiga capella romànica del Palau de Cornellà de Conflent, pertanyent a la comuna de Cornellà de Conflent, a la comarca d'aquest nom, a la Catalunya del Nord.
És dins del poble de Cornellà de Conflent, a l'extrem meridional del Palau, al punt més al sud de la façana est de l'edifici. L'absis és visible des de l'exterior.
Convertida en habitatge particular d'estiueig, l'antiga capella ha estat molt alterada interiorment, però se'n reconeixen els elements més rellevants de l'edifici romànic, principalment l'absis. Era una capella d'una sola nau, amb absis a llevant, tot i que l'orientació de l'església està forçada cap al sud per la seva integració en el Palau al qual pertany. L'absis, transformat en cuina, ha estat perforat per un gran finestral quadrat, modern. La porta de l'església, a la façana de migdia, fou transformada en finestra. A més, la compartimentació interior i l'arrebossat exterior amaguen la major part de les seves característiques.